# Schubert Gambetta
Schubert Gambetta Saint-León (Montevideo, 14 de abril de 1920-Montevideo, 9 de agosto de 1991) fue un futbolista uruguayo, que jugaba como half derecho en el antiguo esquema táctico 2-3-5 de los años 1940 y 1950. Formó parte de la memorable Selección uruguaya que ganó la Copa Mundial de Fútbol de 1950.
También llevó, junto con otros grandes jugadores, al Club Nacional de Football de la Primera División Profesional de Uruguay a uno de los mejores momentos de su historia, ganando decenas de campeonatos nacionales y estableciendo récords de rachas y goleadas frente a su clásico rival.
El sustantivo «gambeta», sinónimo de «regate», no proviene del apellido de Gambetta como se cree popularmente. El término proviene de «gamba», que significa «pierna» en lunfardo, y por tanto se refiere a la habilidad de mover las piernas. En un fragmento de la letra del tango Patadura de Enrique Carrera Sotelo puede leerse la siguiente oración: «Burlar a la defensa con pases y gambetas». Este tango se escribió en 1924, cuando Gambetta tenía cuatro años de edad.
Se retiró en el Club Atlético Sud América. Fue entrenador de este club pero viendo dificultades en algún sector del equipo, en varios partidos ingresó como futbolista en el segundo tiempo.[cita requerida]

## Biografía
Schubert Gambetta Saint Léon nació el 14 de abril de 1920. A los 20 años fichó para el Club Nacional de Football de la ciudad de Montevideo. Con el club uruguayo conquistó los títulos nacionales de 1940 hasta 1943, que junto con el título de 1939 conformaron el histórico primer quinquenio del fútbol uruguayo. Ese equipo de Nacional en el que se destacaban, además de Gambetta, Atilio García, Aníbal Paz y Bibiano Zapirain entre otros, también consiguió el sexenio del Torneo de Honor (1938 a 1943). 
Bajo la conducción técnica de El Manco Castro, el mismo plantel también quedó en la historia por haber conseguido en 1941 la mayor goleada clásica jamás igualada, llamada por los hinchas de Nacional como El Día del 10 a 0, por haber ganado 6 a 0 el partido, y 4 a 0 el partido clásico preliminar de los equipos de reserva.
Gambetta estuvo en Nacional hasta 1948, consiguiendo también los campeonatos uruguayos de 1946 y 1947, hasta que en 1949 viajó a Colombia para integrarse al Cúcuta Deportivo, en donde estuvo tan solo un año. En el 1950 vuelve a Nacional y gana nuevamente otro título de Primera División. Ese mismo año forma parte importante de la Selección uruguaya que viaja a Brasil para disputar y posteriormente ganar la Copa Mundial de Fútbol en el recordado Maracanazo de Río de Janeiro.
También formó parte del plantel uruguayo que disputó la Copa Mundial de 1954, pero esta vez sin jugar ningún partido. Con Nacional vuelve a salir campeón uruguayo en 1955, a los 35 años, ya entrando en el fin de su carrera. Finalmente cierra su carrera futbolística en el Club Atlético Mar de Fondo, equipo también uruguayo pero de segunda categoría.

## Selección nacional
Fue internacional con la selección de Uruguay en 36 ocasiones, marcando 3 goles.

### Participaciones en Copas del Mundo[2]
| Mundial           | Sede   | Resultado  | Partidos | Goles |
| ----------------- | ------ | ---------- | -------- | ----- |
| Copa Mundial 1950 | Brasil | Campeón    | 2        | 0     |
| Copa Mundial 1954 | Suiza  | 4.º puesto | 0        | 0     |

### Participaciones en Copa América
| Copa              | Sede    | Resultado  | Partidos | Goles |
| ----------------- | ------- | ---------- | -------- | ----- |
| Copa América 1941 | Chile   | Subcampeón | 4        | 1     |
| Copa América 1942 | Uruguay | Campeón    | 6        | 1     |
| Copa América 1945 | Chile   | 4° puesto  | 4        | 0     |
| Copa América 1947 | Ecuador | 3° puesto  | 7        | 1     |

## Clubes
| Club              | País     | Año       |
| ----------------- | -------- | --------- |
| Nacional          | Uruguay  | 1938—1948 |
| Cúcuta Deportivo  | Colombia | 1949      |
| Nacional          | Uruguay  | 1950—1953 |
| Defensor Sporting | Uruguay  | 1954      |
| Nacional          | Uruguay  | 1955—1956 |
| Sud América       | Uruguay  | 1958      |
| Mar de Fondo      | Uruguay  | 1959—1960 |
| Progreso          | Uruguay  | 1963      |

## Palmarés

### Campeonatos nacionales
| Título                  | Club     | País    | Año  |
| ----------------------- | -------- | ------- | ---- |
| Campeonato Uruguayo (1) | Nacional | Uruguay | 1940 |
| Torneo de Honor (1)     | Nacional | Uruguay | 1940 |
| Campeonato Uruguayo (2) | Nacional | Uruguay | 1941 |
| Torneo de Honor (2)     | Nacional | Uruguay | 1941 |
| Campeonato Uruguayo (3) | Nacional | Uruguay | 1942 |
| Torneo de Honor (3)     | Nacional | Uruguay | 1942 |
| Campeonato Uruguayo (4) | Nacional | Uruguay | 1943 |
| Torneo de Honor (4)     | Nacional | Uruguay | 1943 |
| Torneo Competencia      | Nacional | Uruguay | 1945 |
| Campeonato Uruguayo (5) | Nacional | Uruguay | 1946 |
| Torneo de Honor (5)     | Nacional | Uruguay | 1946 |
| Campeonato Uruguayo (6) | Nacional | Uruguay | 1947 |
| Torneo Competencia (2)  | Nacional | Uruguay | 1948 |
| Torneo de Honor (6)     | Nacional | Uruguay | 1948 |
| Campeonato Uruguayo (7) | Nacional | Uruguay | 1950 |
| Campeonato Uruguayo (8) | Nacional | Uruguay | 1955 |
| Torneo Cuadrangular     | Nacional | Uruguay | 1956 |
| Divisional Intermedia   | Progreso | Uruguay | 1963 |

### Copas internacionales
| Título                 | Club               | País               | Año  |
| ---------------------- | ------------------ | ------------------ | ---- |
| Copa Aldao (1)         | Nacional           | Uruguay            | 1940 |
| Copa América           | Selección Uruguaya | Selección Uruguaya | 1942 |
| Copa Río Branco        | Selección Uruguaya | Selección Uruguaya | 1946 |
| Copa Aldao (2)         | Nacional           | Uruguay            | 1946 |
| Copa Río Branco (2)    | Selección Uruguaya | Selección Uruguaya | 1948 |
| Copa Mundial de Fútbol | Selección Uruguaya | Selección Uruguaya | 1950 |